# Експериментален
Жилищен комплекс „Експериментален“ е квартал на град София, България, разположен в район „Младост“, на 9,5 километра югоизточно от центъра на града.
Разположен северно от Околовръстния път и източно от Кална река, той е само частично застроен в северния си край. Граничи с промишлената зона „Изток“ на север, квартал „Горубляне“ на изток, земеделски земи на юг и с планирания Източен парк на запад.

## Улици и произход на имената им
| Път                | Наречен на                                | Местоположение |
| ------------------ | ----------------------------------------- | -------------- |
| „Михаил Греков“    | Михаил Греков (1847 – 1922), революционер | Карта          |
| „Околовръстен път“ | –                                         | Карта          |
| „Стадион“          | Местен обект                              | Карта          |
| „Царичина поляна“  | Местен обект                              | Карта          |